# سانادا تایهیکی
سانادا تایهی کی (به ژاپنی: 真田太平記 Sanada Taiheiki) یک فیلم بر اساس رمان تاریخی شوتارو ایکه‌نامی و پیرامون خاندان سانادا در دوره سنگوکو است.

## بازیگران

### خاندان سانادا
- تسونه‌هیکو واتاسه در نقش سانادا نوبویوکی
- ماسائو کوساکاری در نقش سانادا یوکیمورا
- هاروکا کورارا در نقش اوکو
- تتسورو تامبا در نقش سانادا ماسایوکی
- تاکاآکی انوکی در نقش Higuchi Kakubei
- ایسائو ناتسویاگی در نقش Tsubuya Matagorō
- یوشی کاتو در نقش Yazawa Yoritsuna
- Akiko Koyama در نقش Yamanote Dono
- Ryo Kinomoto در نقش Mukai Saheiji
- میساکو کوننو در نقش کوماتسوهیمه
- Kumi Nakamura در نقش چیکورین-این
- Kataoka Takatarō در نقش Sanada Daisuke

### خاندان اوئه‌تسوگی
- تاکائو ایتو در نقش اوئه‌سوگی کاگه‌کاتسو
- Makoto Shimotsuka در نقش نااوئه کانه‌تسوگو

### خاندان توکوگاوا
- Nakamura Umenosuke IV در نقش توکوگاوا ایه‌یاسو
- ناکامورا بایجاکو دوم در نقش توکوگاوا هیده‌تادا
- تاکشی کاتو (بازیگر) در نقش هوندا تاداکاتسو
- Junpei Morita در نقش هوندا تاداماسا
- Akio Tanaka در نقش هوندا ماسانوبو
- Kantarō Suga در نقش ای نائوماسا

### خاندان تویوتومی
- هیرویوکی ناگاتو در نقش تویوتومی هیده‌یوشی
- Hiroshi Tsuburaya در نقش تویوتومی هیده‌یوری
- Masami Horiuchi در نقش تویوتومی هیده‌تسوگو
- کیکو تسوشیما در نقش کودای این
- ماریکو اوکادا در نقش یودو دونو
- یوکی کودو در نقش سن هیمه
- Kōji Shimizu در نقش ایشیدا میتسوناری
- Makoto Yuasa در نقش شیما ساکون
- Toshiyuki Hosokawa در نقش اونو هاروناگا
- Kōichi Yamamoto در نقش کاتاگیری کاتسوموتو
- Yōsuke Kondō در نقش گوتو موتوتسوگو
- Hiroshi Miyauchi در نقش موری کاتسوناگا
- Koreharu Hisatomi در نقش چوسوکابه موریچیکا

### خاندان تاکدا
- Yūsuke Tozawa در نقش اویامادا نوبوشیگه

### خاندان هوجوی اخیر
- Shōzō Fukuyama در نقش هوجو اوجیماسا
- Jinya Satō در نقش هوجو اوجینائو

### خاندان مائدا
- شینسوکه میکیموتو در نقش مائدا توشی‌ایه
- Hiroko Kōda در نقش مائدا ماتسو
- Hisayuki Nakajima در نقش مائدا توشیناگا

### سپاه شرقی
- Raita Ryu در نقش کاتو کیوماسا
- Nobuyuki Katsube در نقش فوکوشیما ماسانوری
- Hirotarō Honda در نقش آسانو یوشیناگا

### سپاه غربی
- Kunio Murai در نقش اوتانی یوشیتسوگو
- Akira Ishihama در نقش اوکیتا هیده‌ایه
- Takahide Tashiro در نقش کوبایاکاوا هیده‌آکی
- Shōji Nakayama در نقش موری تروموتو